# Euphytosus
Euphytosus is een monotypisch geslacht van kevers uit de familie van de kortschildkevers (Staphylinidae).

## Soort
- Euphytosus schenklingi Bernhauer, 1922